# ویلوگوووه (استان پومرانی)
ویلوگوووه (به لاتین: Wielogłowy) یک روستا در لهستان است که در گمینا دامنگتسا واقع شده‌است. ویلوگوووه ۱۶۰ نفر جمعیت دارد.